# رولاند موزس
رولاند موزس (مواليد 24 يناير 1983) هو ملاكم غرينادي، مثّل بلاده في الألعاب الأولمبية الصيفية 2008.

## روابط خارجية
رولاند موزس على موقع أوليمبيديا (الإنجليزية)